# François Duquesnoy
Pour les articles homonymes, voir Duquesnoy.
François Duquesnoy ou Du Quesnoy, connu en France sous le nom de François Flamand, né le 12 janvier 1597 à Bruxelles (principale ville du Brabant, alors capitale des Flandres espagnoles) et mort le 18 juillet 1643 à Livourne (Italie), est un sculpteur bruxellois.
Sa renommée a largement dépassé les frontières des Pays-Bas espagnols dits « Flandres ». Principalement actif à Rome, son nom est régulièrement cité aux côtés de ceux du Bernin et de l'Algarde. Selon les pays, il est aussi surnommé : François le Flamand, Frans Van Kenoy, Francesco Fiammingo, Fattore di Putti, Il Fiammingo.

## Biographie
Fils aîné du sculpteur Jérôme Duquesnoy l'Ancien (auteur du Manneken-pis), dont il est élève, et frère du sculpteur Jérôme Duquesnoy le Jeune, François Duquesnoy a pour maître son propre père. Il se fait tout d’abord remarquer par ses travaux en ivoire. L'archiduc Albert d'Autriche devient son protecteur et lui accorde une pension pour aller se perfectionner en Italie. En 1618, il entreprend le voyage en Italie et se rend à Rome pour y séjourner presque jusqu’à sa mort.
À peine atteint-il l'âge de 25 ans, qu'il perd son bienfaiteur, et se voit obligé de travailler pour vivre. Il se fixe à Rome et s'y lie avec le peintre Nicolas Poussin, avec lequel il partage un logement, comme lui malheureux et comme lui passionné pour les arts.
Rapidement, son nom et son œuvre s’imposent et il devient l’une des figures marquantes du courant classicisant de ce début de XVIIe siècle. Dès février 1625, le Bernin l’emploie à la décoration sculptée du baldaquin de la basilique Saint-Pierre. Entre 1629 et 1633, il sculpte dans le marbre de Carrare une statue de Sainte Suzanne, haute de 2 mètres, destinée à Notre-Dame-de-Lorette à Rome, dans le cadre d'un programme complet de rénovation commandé par la confrérie des boulangers. Il réussit là un véritable chef-d’œuvre, parfaite synthèse entre la citation antique et l’observation de la nature.
L’autre œuvre monumentale de François Duquesnoy est une statue de Saint André, datée de 1633-1640. Haute de 4,68 mètres, elle est destinée à un des quatre piliers de la croisée du transept de Saint-Pierre. Elle est composée de six blocs de marbre savamment imbriqués. Elle suscite aussitôt de vifs éloges.
Il exécute également le cénotaphe d’Adrian Vryburch (1629) et celui de Ferdinand van den Eynde (entre 1635 et 1640-1643) dans Santa Maria dell’Anima à Rome (le tombeau de Ferdinand van den Eynde).
Mais la réputation de François Duquesnoy est essentiellement assise sur sa production d’œuvres de plus petite taille, reliefs et statuettes, en bronze, ivoire, cire ou terre cuite qu’il exécute tout le long de sa vie. Recherchées par les collectionneurs, elles ont pour thèmes des scènes religieuses ou mythologiques où règnent bien souvent des putti, enfants espiègles représentés dans leurs jeux bucoliques, avec une délicieuse grâce enfantine où on a souvent vu une influence du Titien.
Duquesnoy a fait une étude particulière du Titien et de l'Albane, aussi excelle-il à représenter les enfants. On regarde comme ses chefs-d'œuvre :
- les groupes d'enfants qui ornent les colonnes du maître autel de Saint-Pierre de Rome ;
- le Saint André (1633-1640) de Saint-Pierre de Rome ;
- la Sainte Suzanne (1629) de Notre-Dame-de-Lorette.

Appelé en France par Louis XIII pour assumer la position de directeur de la nouvelle Académie royale de peinture et de sculpture, il meurt en chemin, à Livourne. L'historien Giovanni Pietro Bellori forgera ensuite la calomnie que François avait été empoisonné par son frère Jérôme parce qu'il était jaloux de son talent.

Œuvres de François Duquesnoy
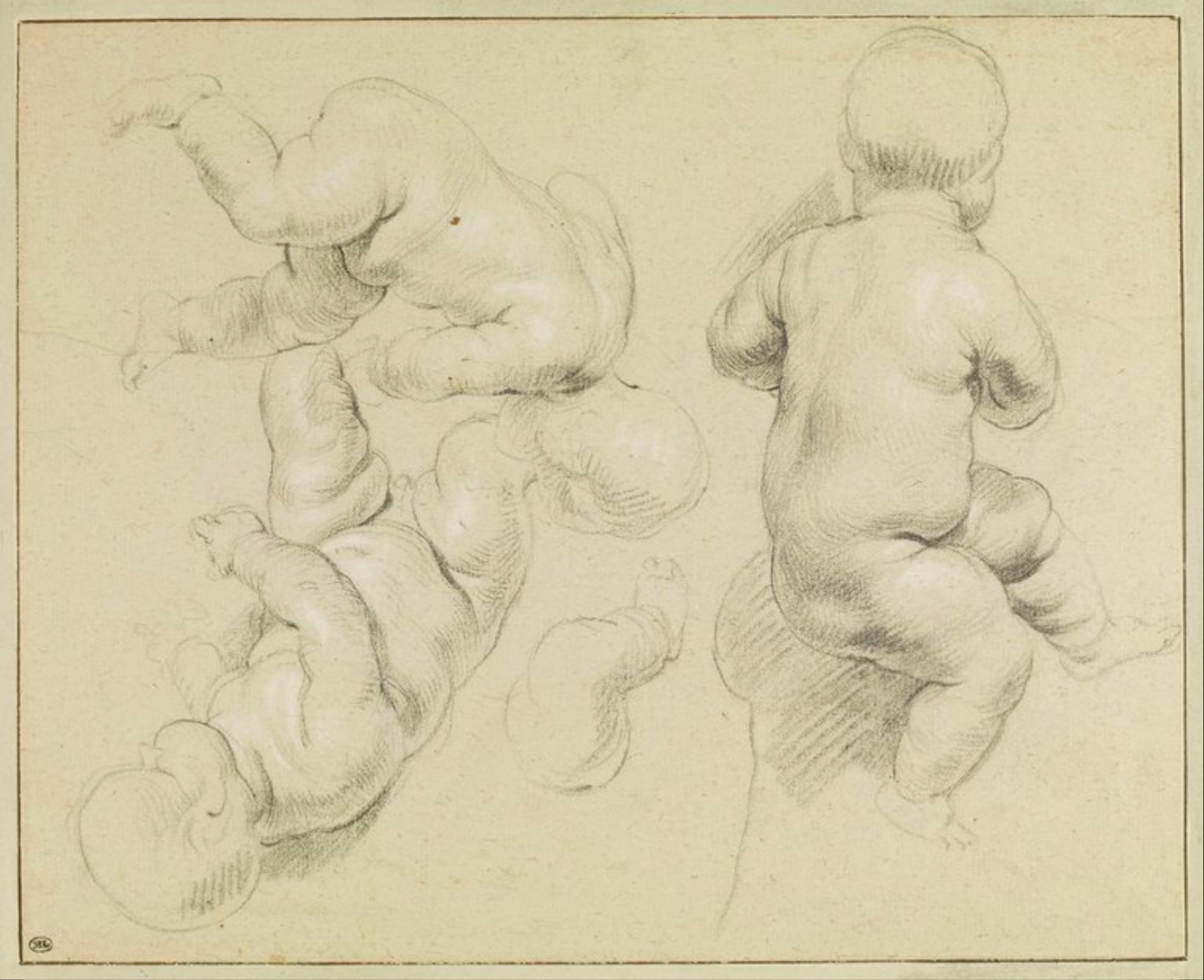
Études d'enfants nus et d'une jambe, entre 1618 et 1643, Paris, musée du Louvre.
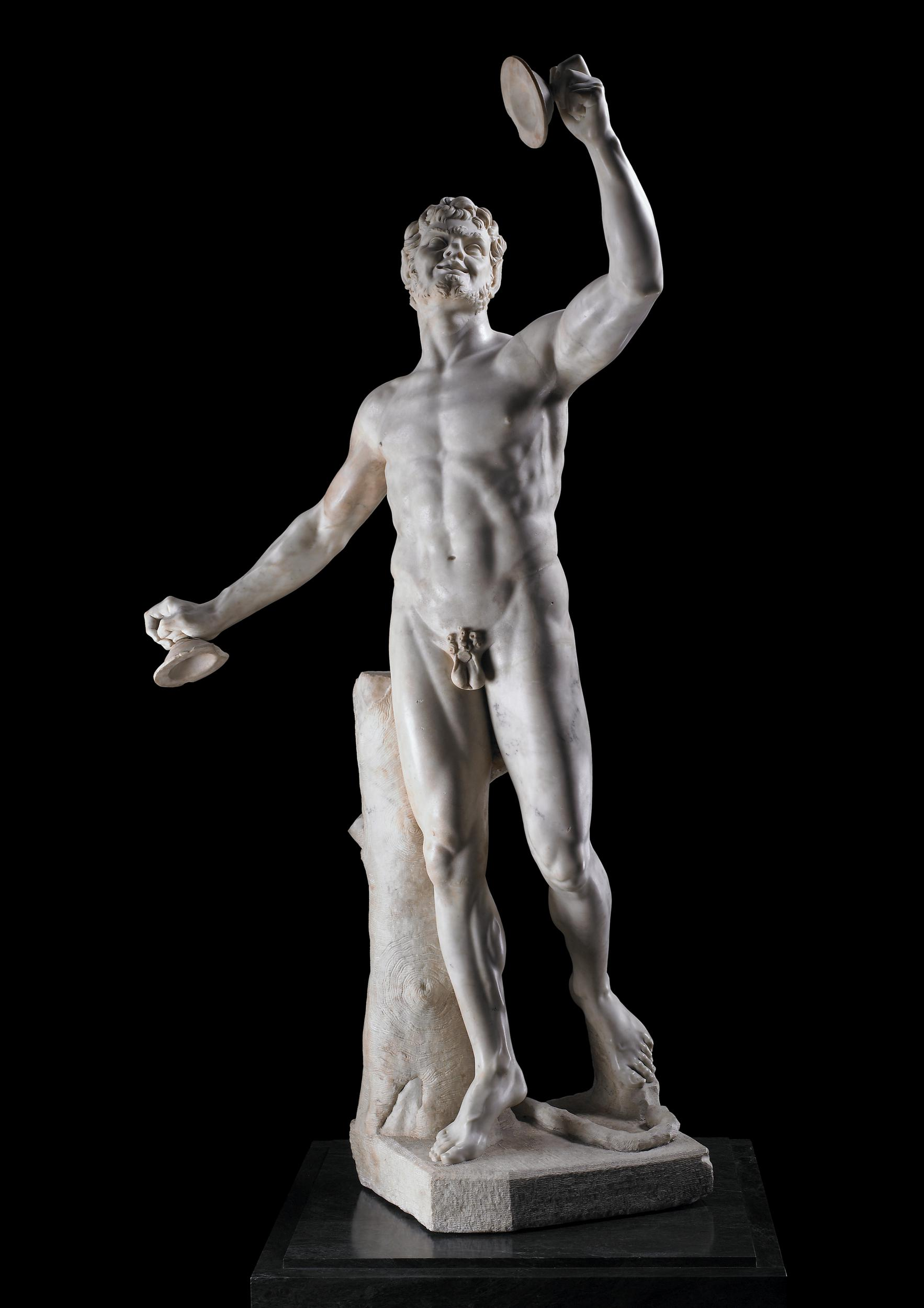
Faune Rondanini, sculpture en marbre  à partir d'un ancien torse romain, vers 1625-1630.
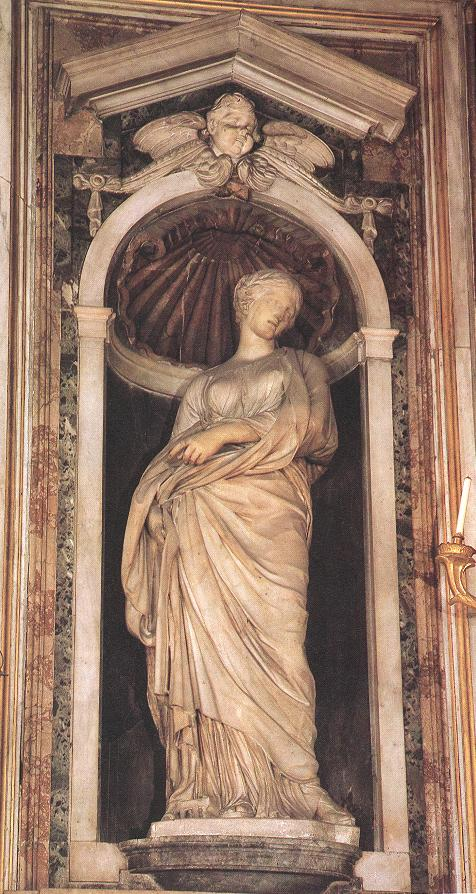
Sainte Suzanne, 1629, Rome, église Notre-Dame-de-Lorette.
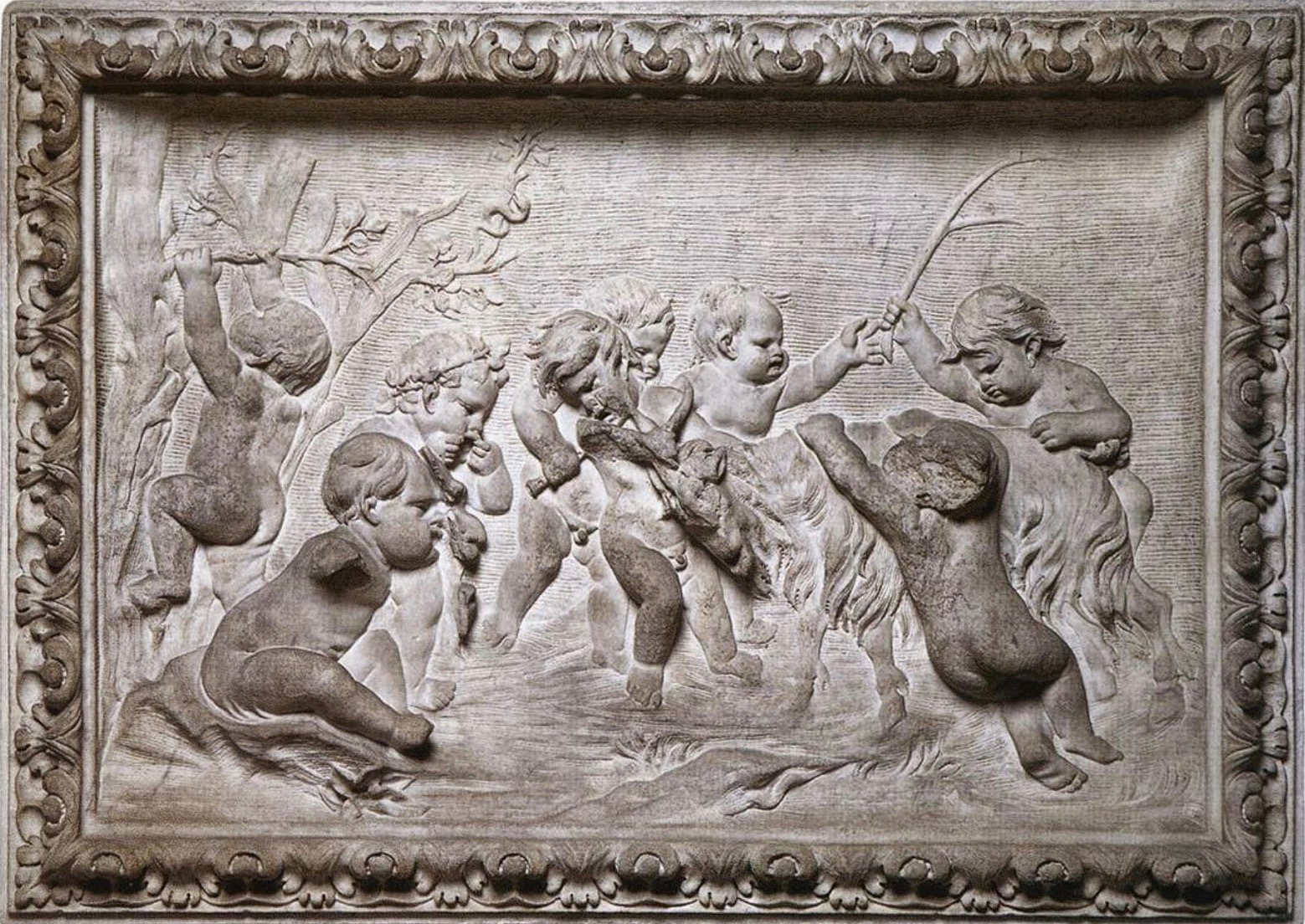
Bacchanale d'enfants avec une chèvre, 1630, Rome, Galerie Doria-Pamphilj.
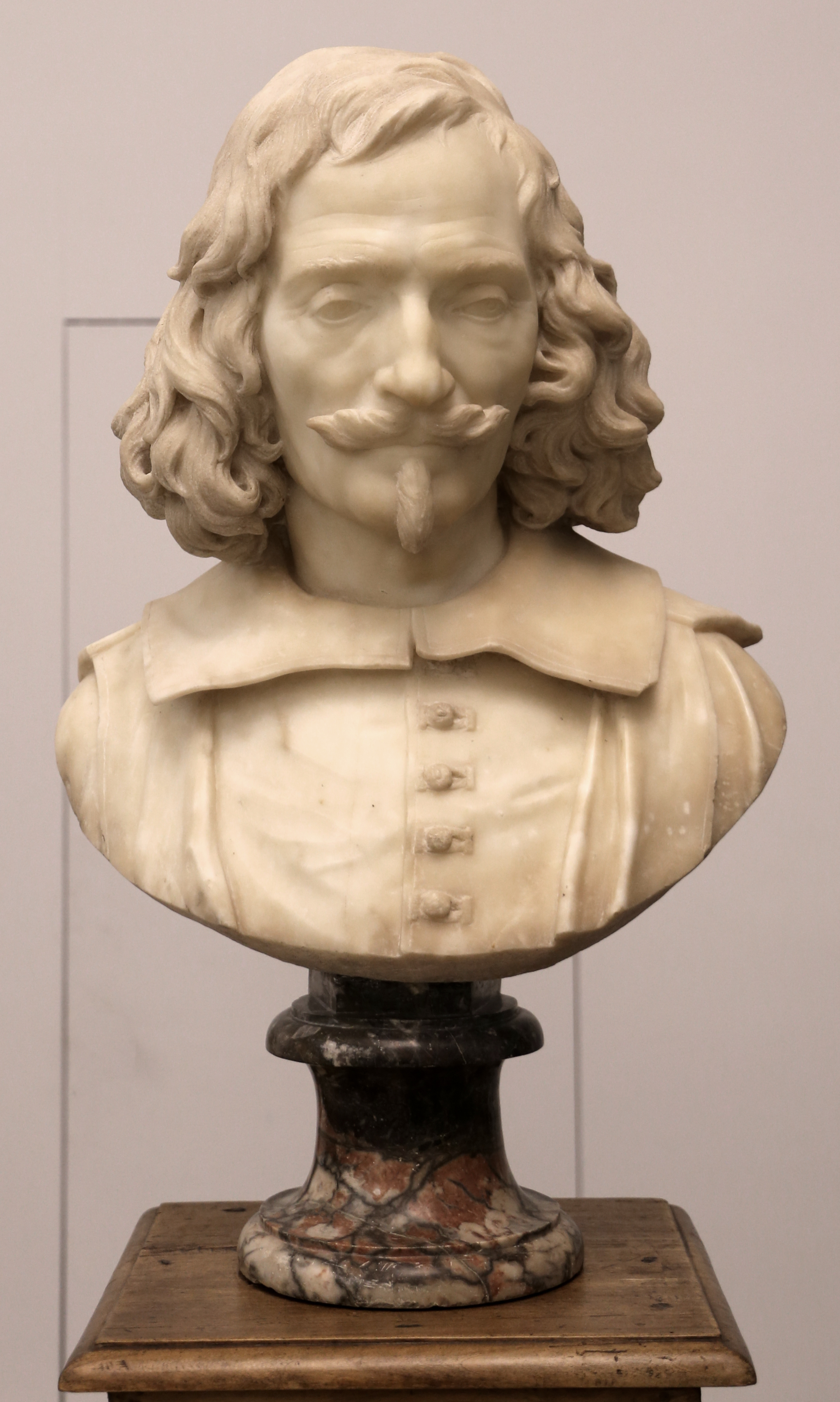
Buste de Nicolas Poussin, vers 1630, Berlin, Bode-Museum.
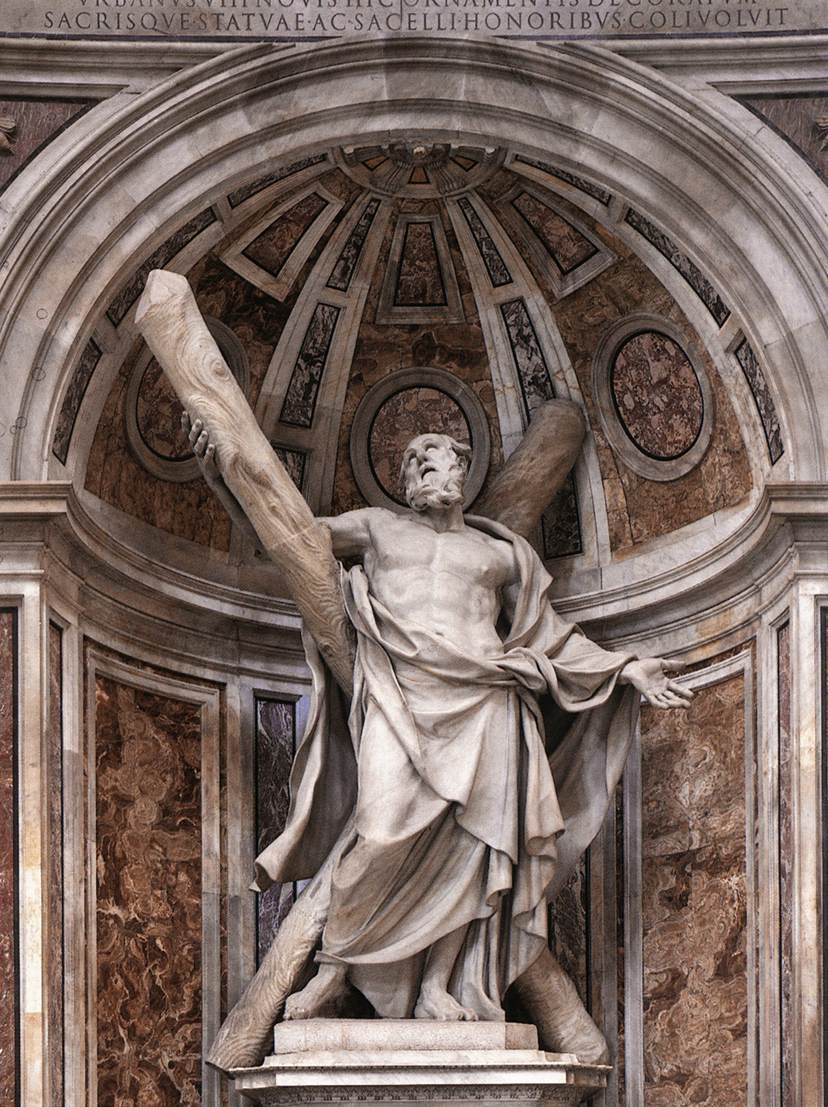
Saint André, 1633-1640, Rome, basilique Saint-Pierre.